# ألوان السعودية
ألوان السعودية هو برنامج ثقافي فني أسسته الهيئة العامة للسياحة والتراث الوطني برئاسة الأمير سلطان بن سلمان آل سعود في عام 2012، يهدف البرنامج إلى التعريف بالمملكة العربية السعودية والمساهمة في تطوير قطاع السياحة، من خلال فن التصوير الفوتوغرافي والأفلام السياحية القصيرة التي تبرز وتوثق مقومات السياحة في المملكة، يطلق البرنامج العديد من البرامج والأنشطة المتنوعة على مدار العام، مثل ملتقى ألوان السنوي، ومسابقة ألوان السعودية، ورحلات المصورين، والمعرض المتنقل للصور الفائزة في المسابقة، وكتاب ألوان السعودية السنوي، وورش التدريب، وجلسات تثقيفية تستعرض الجديد في عالم التصوير الضوئي والأفلام.

## برامج ألوان السعودية
يقدم ألوان السعودية العديد من البرامج والفعاليات والإصدارات على مدار العام مثل رحلات المصورين المجانية للمصورين الهواة والمحترفين، لزيارة مناطق سياحية وتراثية تسمح لهم بتصويرها وإبراز جمالياتها وعادات وتقاليد سكانها، بمرافقة خبراء في التصوير ومرشدين متخصصين. وينطلق من ألوان السعودية معرضا متنقلا بين أكثر من 30 موقعًا داخل المملكة العربية السعودية، لعرض الصور والأعمال السياحية المختارة والفائزة في ملتقيات ألوان السعودية السابقة، وقد بدأت أولى محطات المعرض في الرياض عام 2015، ومن المخطط أن تمتد جولات المعرض إلى دول الخليج العربي. ويصدر سنويا كتاب ألوان السعودية المصور الذي يوثق أعمال المصورين في دورات مسابقة ألوان السعودية، يعرض في جناح الهيئة العامة للسياحة والتراث الوطني في ملتقى ألوان السعودية.

## ملتقى ألوان
يقام سنويا لمدة 4 أيام في مركز الرياض الدولي للمعارض والمؤتمرات على مساحة 15,000م، يتسع لحضور أكثر من 30 ألف زائر، وبمشاركة 80 جهة عارضة، ويقدم الملتقى معرضا للتصوير الفوتوغرافي والأفلام السياحية القصيرة، وحفل تكريم، وورش تدريبية ومحاضرات متخصصة بفنون التصوير والسياحة، وأجنحة خاصة بالاتحادات الدولية المتخصصة في التصوير وإدارات التدريب المحلية والدولية.

## المسابقات
يطلق ألوان السعودية العديد من المسابقات على مدار العام في مجالين أساسيين يتفرع منهما عدة فئات وهما مسابقة الأفلام السياحية التي تستهدف منتجي ومصوري الأفلام وويبلغ مجموع جوائزها 550 ألف ريال موزعة على الفائزين في فئات المسابقة التالية: فئة الأفلام الروائية القصيرة، وفئة الأفلام التراثية والثقافية، وفئة أفلام الطبيعة، وفئة أفلام السعودية اليوم، وفئة أفلام الوجهات السياحية، وفئة أفلام قطاع الأعمال، وفئة أفلام تصويت الجمهور. ومسابقة التصوير الضوئي التي تستهدف المصورين الفوتوغرافيين، وتضم فئة التراث الحضاري، والسعودية من السماء، والطبيعة، والسعودية اليوم، وعيون عالمية التي تستهدف المصورين غير السعوديين، والهاتف الذكي، وتصويت الجمهور.

### جائزة الأمير سلطان بن سلمان للتصوير
وهي فعالية ضمن فعاليات افتتاح ملتقى ألوان السعودية، انطلقت منذ عام 2012، يتم خلالها تكريم ثلاثة مرشحين في ثلاثة محاور للجائزة: جائزة الأمير سلطان لرواد التصوير في المملكة، جائزة الأمير سلطان للمؤلفات والمطبوعات، وجائزة الأمير سلطان العالمية للتراث الحضاري.

## مسيرة ملتقيات ألوان السعودية

### ألوان السعودية 2012
أقيم ملتقى ألوان السعودية الأول في الفترة 25-29 نوفمبر 2012، ورعى حفل افتتاحه الأمير سلطان بن سلمان آل سعود، وضم عددا من الأجنحة مثل جناح الصور المشاركة في المسابقة والصور الفائزة، أجنحة الرعاة والعارضين والجهات ذات العلاقة بالتصوير الفوتوغرافي والخدمات المرتبطة به، وجناح السياحة في تاريخ المملكة المخصص لصور ملوك السعودية في الرحلات السياحية المحلية، وجناح راعي الملتقى كمصور وهو عبارة عن صور مختارة من تصوير الأمير سلطان بن سلمان بن عبد العزيز، وجناح المملكة بعيون عالمية وبه صور مختارة لمصورين عالميين عن المملكة. وشهد الملتقى الأول إقامة 17 ورشة عمل بمشاركة عدد من المتخصصين في مجالات التصوير المختلفة، وتم تكريم الفائزين بجائزة الأمير سلطان بن سلمان للتصوير، والفائزين بمسابقة التصوير الضوئي التي شارك بها أكثر من 1000 مصور بأكثر من 3000 صورة.